# Кирха памяти герцога Альбрехта

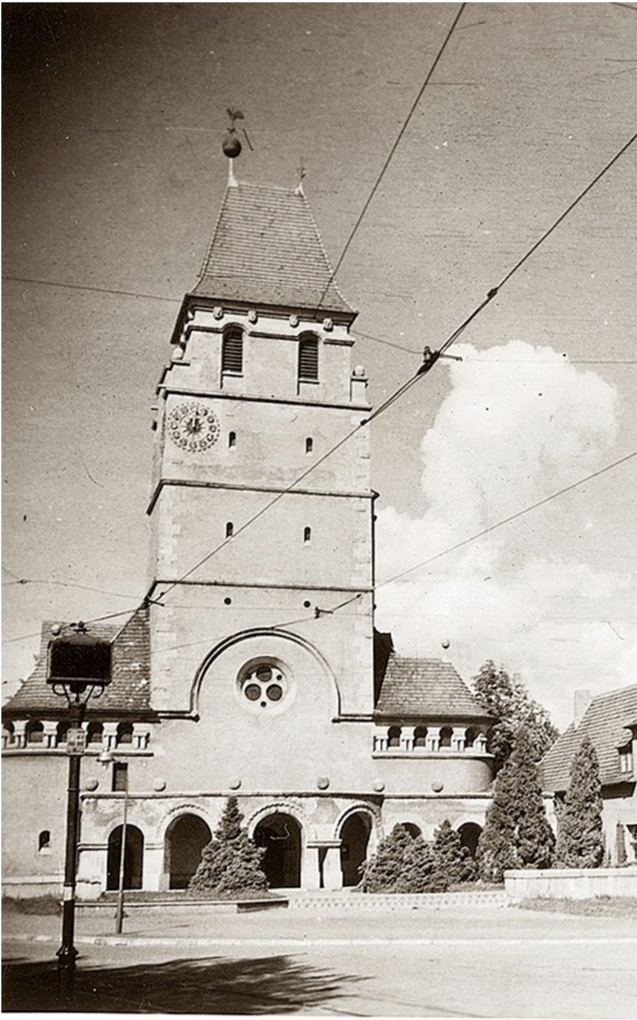

Кирха памяти Герцога Альбрехта или Новая Трагхаймская кирха Марауненхоф — лютеранская кирха Кёнигсберга, района Марауненхоф. Построена в 1913, в 1972 разрушена. Единственная кирха Кёнигсберга, построенная в романском стиле.

## Основание
Когда началась активная застройка пригорода Марауненхоф (нем. Maraunenhof, район улицы Тельмана - нем. Herzog-Albrecht-straße), жителям нового района стала необходима евангелическая церковь - до Альт-Россгартенской кирхи было слишком большое расстояние.
Кирха была заложена 19 мая 1911 года на площади Короля Оттокара (нем. König-Ottokar-platz, сейчас - участок улицы Тельмана). Освящена и открыта 12 января 1913. Строительством руководили архитекторы Маттар и Шелер. Кирха была возведена в романском стиле с крупной шестиэтажной крышей. Над алтарем находилось впечатляющее распятие, справа и слева от него — бронзовые фигуры святого Иоанна и святого Павла в натуральную величину. Долгое время кирха относилась к Трагхаймской общине (она находилась несколько южнее) и называлась Новой Трагхаймской. В 30-х годах была переименована в кирху памяти герцога Альбрехта. Кроме этого иногда в просторечьи кирху называли Кирха Короля Оттокара нем. König-Ottokar-kirche (видимо, по причине своего положения на одноимённой площади).

## Послевоенная история
Во время штурма Кёнигсберга 6-9 апреля 1945 года в районе Марауненхоф сильных боев не было и кирха осталась практически целой, за исключением осыпавшейся черепицы. После окончания войны использовалась немецким населением для ведения церковной службы (с разрешения советской власти). После депортации немецкого населения кирха была внутри разграблена и заброшена. Продолжительное время она никак не использовалась. Со временем кирха стала разрушаться. До середины 60-х годов её башня возвышалась над Марауненхофом. В конце 60-х кирху стали разбирать и в 1970 она была взорвана. В 1972 окончательно снесена. По месту, где располагалась кирха, проложены трамвайные рельсы.

В здании Общинного церковного дома, который находился недалеко от здания церкви, в послевоенные годы открыт кинотеатр "Ленинград". 

Затем появился проект, предусматривающий реконструкцию церкви под кинотеатр, а на башне планировалось установить групповую скульптуру крестьянки и рабочего. Но проект не был осуществлён. Из-за отсутствия надлежащего ухода и ремонта здание стало разрушаться, а в стоящем в метрах десяти от него общинном церковном доме всё-таки был открыт кинотеатр "Ленинград"

Сейчас в этом здании (ул. Тельмана, д.48) находится Детская музыкальная школа имени Гофмана.
В некоторых источниках указывается, что сегодня в её сохранившейся части - кинотеатр "Ленинград" 
На самом деле относить Общинный дом к самому зданию кирхи некорректно. Создаётся неверное представление, что кинотеатр (а затем и ДМШ) являлись частью здания кирхи, хотя на самом деле это два разных здания.